# Дилбок-Дол
Дилбо́к-Дол (болг. Дълбок дол) — село в Ловецькій області Болгарії. Входить до складу общини Троян.

## Населення
За даними перепису населення 2011 року у селі проживали 334 особи.
Національний склад населення села:
| Національність   | Кількість осіб | Відсоток |
| ---------------- | -------------- | -------- |
| болгари          | 320            | 96,1%    |
| турки            | 8              | 2,4%     |
| цигани           | 4              | 1,2%     |
| Всього відповіли | 333            |          |

Розподіл населення за віком у 2011 році:
Динаміка населення: